# Бургеньо, Хуан
Хуа́н Бурге́ньо (исп. Juan Burgueño Pereira; 4 февраля 1923 — 21 сентября 1997) — уругвайский футболист, нападающий. Чемпион мира 1950.

## Биография
Начал карьеру в «Данубио», затем полтора года выступал в аргентинском клубе «Атланта» (Буэнос-Айрес). В 1946 году принял участие в Кубке Рио-Бранко в составе сборной Уругвая. С 1948 года и в течение следующих восьми сезонов выступал за «Данубио». Там он был одним из лидеров наряду со своим другом Карлосом Ромеро, образовывая связку, которую болельщики и журналисты называли La Unión.
Всего за 8 сезонов провёл в «Данубио» свыше 200 матчей. В 1954 году помог завоевать серебряные медали чемпионата Уругвая. В 1955 году участвовал в составе клуба в турне по Центральной Америке и Мексике.
В 1946—1947 годах сыграл три матча за Уругвай, позже за сборную не выступал. Бургеньо и Ромеро представляли «Данубио» в сборной Уругвая на чемпионате мира 1950 года, где оба не сыграли ни одного матча, однако также стали чемпионами.

## Достижения
- Чемпион мира: 1950
- Вице-чемпион Уругвая: 1954